# Црква Спаљивања моштију Светог Саве у Војсци
Црква Спаљивања моштију Светог Саве у Војсци, насељеном месту на територији општине Свилајнац, припада Епархији браничевској Српске православне цркве.